# Skloionomerní cement
Skloionomerní cement, anglicky glass ionomer cement (GIC), je adhezivní cement s řadou použití v zubním lékařství, který z ordinací v posledních letech pro svoji schopnost adheze k zubním tkáním vytlačuje silikátové cementy. Jedná se vždy o kombinaci skleněného prášku s ionomerem, v tomto případě polymerní karboxylovou kyselinou; tyto dvě složky se před aplikací do kavity musí na sklíčku nejdříve namíchat. Byly vynalezeny v roce 1972 B. E. Kentem a A. D. Wilsonem. Klinické reference se datují od r. 1977. První materiál dostal jméno ASPA podle anglických pojmenování jednotlivých složek (alumino silicate polyalkenoic acid).

## Složení
- prášek: je jemně mletým křemičitým sklem s vysokým obsahem hliníku, vápníku a fluoru; složení: 29 % křemen (oxid křemičitý) SiO2, 17 % oxid hlinitý Al2O3, 34 % fluorid vápenatý CaF2, 10 % fosforečnan hlinitý AlPO4, 5 % kryolit (fluorid sodno hlinitý) Na3AlF6, 5 % fluorid hlinitý AlF3.
- tekutina: kyselina polyakrylová a její kopolymery s kyselinou itakonovou a maleinovou, dále se přidává kyselina vinná, kolem 5 %, ke zlepšení zpracovatelnosti a stability.

Přibližně 24 % cementu tvoří voda. Ta je důležitá pro životnost materiálu. V konečné fázi tuhnutí je totiž cement citlivý na vlhko. Ztráta vody má na svědomí praskliny a změkčení materiálu. Je tedy důležité po preparaci kazivého ložiska ošetřit dentin kondicionerem, který naneseme aplikátorem.

## Příprava
Po smíchání obou částí, tzn. prášku a tekutiny, podle zásad výrobce, jsou v počáteční fázi tuhnutí v rámci reakce prášku a tekutiny uvolňovány vápenaté a hlinité kationty Ca2+, Al3+. Koncentrace Ca2+ roste rychleji než koncentrace Al3+, proto dojde během několika minut ke ztuhnutí cementu pomocí vápenatých můstků mezi molekulami kyseliny polyakrylové. Tento gel je citlivý na vlhkost - voda hraje důležitou roli při tuhnutí, slouží jako reakční složka a po ztvrdnutí stabilizuje strukturu cementu hydratací - a gel se mění na ve vodě nerozpustný Ca-Al-polykarboxylový gel. Struktura plně vytvrzeného GIC je směs skleněných částeček obklopených silikagelem v matrix polyaniontů, spojených příčnými iontovými vazbami. Konečné mutační a hydratační procesy dozrávání cementu mohou trvat až několik měsíců.

## Vlastnosti
Skloionomerní cement má mnoho podobných vlastností jako přírodní tvrdá zubní tkáň, ve srovnání se sklovinou a zubovinou je GIC obecně méně pevný. Pro účely stomatologie má význam pro svoji malou rozpustnost, dobrou pevnost, dále velmi dobře přilnává k dentinu, sklovině i některým kovům, a to díky iontové výměně. Má protikazivé účinky, neboť obsahuje fluoridové anionty, cement má možnost opětovného nasycení těchto iontů. Obecně lze říci, že má vyhovující netoxické vlastnosti. Limituje jej, jako u ostatních dentálních cementů, nedostatek pevnosti a špatné mechanické vlastnosti. Proto nesmí být vystaven přílišnému žvýkacímu (mastifikačnímu) tlaku, pokud není dobře zpevněn a podepřen okolními zubními strukturami. Jeho tepelná roztažnost je blízká dentinu. Současné GIC se podstatně liší od původních, proto už jim tyto negativní vlastnosti ne tak úplně přísluší.
V rámci zdokonalování mechanických vlastností pro dentální použití se vyvinul cement Cermet, který je svým složením sklokeramický cement, protože obsahuje příměs kovových částeček, zejména stříbra, které fungují jako absorbéry stresu tím, že snižují koeficient tření. Cementy Cermet mají tedy větší odolnost proti abrazi a jsou více pevné v ohybu.

## Využití a indikace
- definitivní estetický výplňový materiál: kavity V. třídy podle Blacka četně klínovitých defektů a abrazí, výplně III. třídy se zachovanou vestibulární sklovinou a u kazů šířících se gingiválně, dále u malých kazů II. třídy
- výplně dočasných (mléčných) zubů: I., II., III., V. třídy podle Blacka
- fixační cement: pro ukotvení inlejí, korunek, můstků, ratainerů, ortodontických kroužků, kořenových čepů a kořenových dostaveb
- podložka: u sendvičové výplně a laminátové výplně, také pod amalgámovou plombu
- pečetění jamek a fisur
- provizorní výplně: překrytím léčebné vložky s hydroxidem vápenatým během endodontického ošetření
- pacienti se špatnou hygienou a zvýšenou kazivostí, starší pacienti, děti a dospělí

## Pracovní postup při preparaci
Pracovní postup zhotovení sklopolyalkenoátové (skloionomerní) výplně:

### 1. ošetření povrchu zubu
Před preparací očistíme povrch zubu čisticí pastou, např. Depuralem, pomocí miniaturních kartáčků či kalíšků v kolénkovém násadci. Používáme malé otáčky a mikromotor. Opláchneme vodou, popřípadě vodním sprejem

### 2. výběr barvy
Barevné odstíny volíme podle vzorníku na denním světle. Pacient by měl být předem nenalíčen a jeho oblečení by nemělo mít příliš kontrastní barvy. Povrch zubu i vzorník by měly být vlhké.

### 3. otevření kazivého ložiska
Ložisko otevíráme diamantovými brousky, kuličkou nebo hruškou. Vrtáme při vyšších otáčkách a mikromotorem s chlazením. Při vytváření obrysu kavity není nutné provádět pomocná retenční zařízení (např. rýhy, zářezy, podsekřiviny). Odstraňujeme pouze kazivou složku, případně pigmentovanou sklovinu, včetně starých výplní a podložky. Minimální tloušťka kavity je 1,5 - 2 mm.

### 4. odstranění kazivé složky zubu
Zkažený dentin odstraňujeme kulovým vrtáčkem v kolénkovém násadci. Používáme mikromotor s chlazením a nízké otáčky.

### 5. uhlazení okrajů
Okraje uhlazujeme jemnými diamantovými brousky a jemnými tvrdokovovými frézami při nižších otáčkách v mikromotoru a v kolénkovém násadci. Opět chladíme vodou. U skloionomerní výplně není třeba zešikmovat sklovinné okraje!

### 6. suché pracovní pole
Relativní suché pole zajistíme vatovými válečky, které se umísťují v místech vývodů slinných žláz. Využijeme savku. Absolutní suché pracovní pole zajistíme kofferdamem, který ale aplikujeme ještě před preparací. Vypreparovanou kavitu lehce vysušíme proudem vzduchu, nepřesušujeme dentin.

### 7. matrice
můžeme využít speciálních tvarovatelných kovových matric např. z hliníku, a sice u kavit II. třídy. U kavit IV. třídy se využívá spíše průhledných polyesterových pásků, stejně jako u světlem tuhnoucích pryskyřic. Připevnění matrice provedeme pomocí klínku, hladítek a prstu. U kavit V. třídy používáme speciální krčkové matrice z plastu.

### 8. ošetření dentinu a pulpy
Pod výplň vytvoříme podložku ze suspenze hydroxidu vápenatého, kterou aplikujeme malým kuličkovým cpátkem. Okolní dentin ponecháme volný a přebytky odstraníme exkavátorem. Volbu aplikace hydroxidu uplatňujeme pouze v případě, kdy je vyvrtaná kavita hluboká a je blízká dřeni, tzn. pokud je vzdálenost od povrchu kavity a dřeně do 1 mm.

### 9. kondiciování
Jedná se o chemickou úpravu kavity, povrchu zubu pro lepší přilnavost výplně se zubem. Kondicionerem je 10% kyselina polyakrylová v gelové formě. Nanesení způsobí uzavření dentinových tubulů a odstranění převážného množství zbylých bakterií. Je též důležité opláchnout kondicioner na 10-15 s a lehce ho osušit. Nesmíme povrch přesušit, musíme zajistit, aby na ošetřeném povrchu zůstala vlhkost, to poznáme podle lesklého vzhledu. Vlhkost je velmi důležitá, protože při tuhnutí cementu se spotřebovává určité množství vody. Tuhnutí v úplně vysušené kavitě musí jinak získávat vodu z uzavřených dentinových tubulů a dentin se tím pádem stává dehydratovaným. Přesušení dále vede ke dráždění zubní dřeně a k následným nepříjemným a bolestivým pocitům pacienta. Kyselinu často nenanášíme u dětí a u hlubokých kavit.

### 10. příprava cementu
Jelikož se cement skládá z tekutiny a z prášku, musíme cement na sklíčku nebo papírku ručně namíchat, nebo pokud lékař vlastní třepačku, jsou GIC dodávány v kapslích pro strojovou přípravu. Ručně namícháme GIC nejlépe na papírové podložce plastovou lopatkou na míchání. Řídíme se návodem výrobce, který nám udává dobu míchání apod. Hustota cementu se dá přiřadit ke tmelu a povrch hmoty je lesklý. Strojová příprava se provádí v třepačkách při 4 000 - 4 500 otáčkách/min. po dobu udanou výrobcem. Ta bývá cca 10 s. Strojová příprava je znatelně rychlejší a přesnější.

### 11. nanesení a modelace výplně
Připravenou směs cementu nanášíme do kavity v přebytku a najednou. Nanášíme hladítkem, v případě kapslové formy přímo aplikátorem. Pokusíme se odstranit mírné přebytky hladítkem nebo sondou. Materiál necháme ztuhnout pod připevněnou matricí. Po ztuhnutí cementu odstraníme matrici, klínek, vatové válečky i savku.

### 12. hrubá úprava výplně
Odstraníme hrubé přebytky. Nejlépe ručně, a to dlátky, carvery apod., můžeme použít i tvrdokovové frézky (středně hrubé) v podobě hrušky, plaménku nebo kuličky, také jemný diamantový brousek. Provádíme v kolénkovém násadci, mikromotorem v nízkých otáčkách. Je zřejmé, že hrubé přebytky budeme odstraňovat rotačními nástroji a jemné přebytky ručními nástroji, nicméně odstraňování pomocí rotačními nástroji se moc nedoporučuje, je zde riziko poškození samotné výplně a tvrdých zubních tkání při nepřesném obrušování v neklidném prostředí. Výplň je nutno zkontrolovat v okluzi a při artikulaci podle potřeby upravit. Platí to pro třídy I., II. a III. podle Blacka.

### 13. aplikace ochranného laku
Zajistíme suché pracovní pole vatovými válečky a savkou. Povrch zubu osušíme vzduchem. Na povrch výplně naneseme aplikátorem ochranný lak, který podle typu polymerace necháme dotuhnout. Samopolymerující laky tuhnou na denním světle samy, počkáme do zaschnutí, u světlem tuhnoucích používáme polymerační lampu, kterou svítíme na lak cca 10 s. Odstraníme vatové válečky se savkou.

### 14. konečná úprava
Pacient přijde v ideálním případě za dalších 10 - 14 dní, minimálně však za 2 dny. Provedeme postupně tyto úkony:
- trimming (hrubá úprava): hrubý povrch upravíme jemnými diamantovými brousky, středně hrubými tvrdokovovými frézami; v mikromotoru, při nízkých otáčkách a s chlazením
- finishing (dokončení): povrch upravujeme jemnými brusnými nástroji. Používají se gumové brusné nástroje ve tvaru špičky, kalíšku či čočky, dále jemnými flexibilními disky, tzv. Soflex disky. Používáme opět kolénkový násadec, mikromotor, nízké otáčky a chlazení. Dalším pomocným dokončovacím nástrojem jsou jemné brusné pásky, ty se používají ručně a především u kavit III. třídy podle Blacka. Rovnost přechodů ještě můžeme překontrolovat sondou nebo dentální nití.
- polishing (leštění): leštění se provádí lešticími pastami pomocí lešticího molitanového válečku, kalíšku nebo kartáčku. Pasty obsahují oxid hlinitý. Používáme nízké otáčky, mikromotor v kolénkovém násadci a opět chladíme vodou. Nakonec lešticí pastu opláchneme vodou.

Po skončení těchto dokončovacích kroků ošetříme povrch ochranným lakem.

### 15. kontrola
Sledujeme retenci, celistvost výplně a kvalitu povrchu. Nedostatky se musí upravit a nevyhovující výplně raději odstranit.